# بوا ملا خان

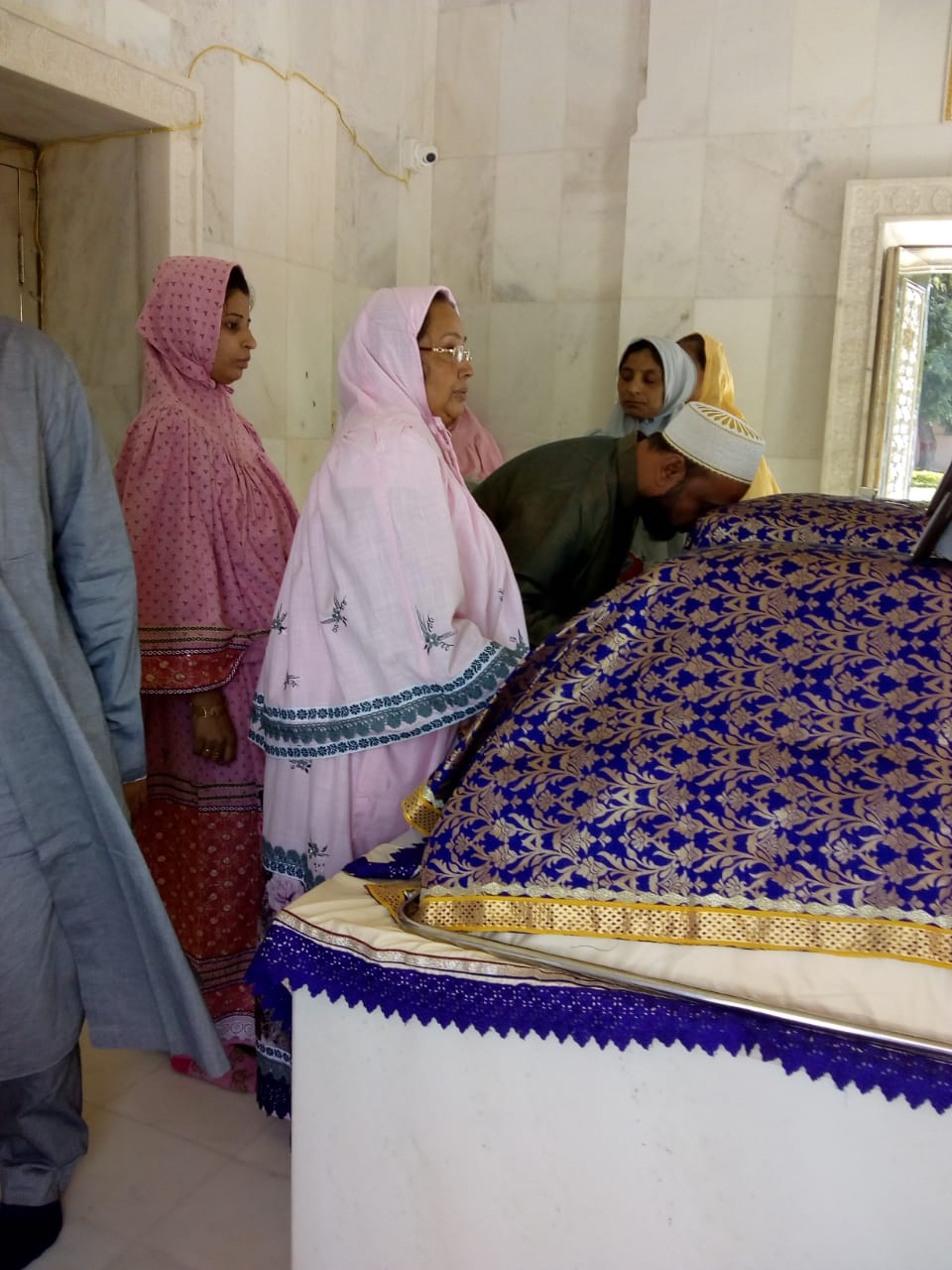
قبر بوا ملا خان في رامبورا.

باوا ملا خان كان وليًا من أتباع طائفة البهرة الداوودية، عاش في القرن الثامن عشر في الهند. توفي في التاسع والعشرين من شوال. يقع ضريحه (دارغاه) في رامبورا، في ماديا براديش، بالهند.
زار الملا خان بلاط الداعي المطلق الخامس والثلاثين عبد الطيب زكي الدين الثاني، في أحمد آباد وقدم ابنه السيد عبد القادر حكيم الدين في الخمس (خمس المكاسب تُقدم باسم الله حيث كان للملا خان خمسة أبناء) بناءً على طلب الداعي، وبذلك تولّى الداعي تعليم ابنه وتأديبه. تولى عبد علي سيف الدين، نجل عبد الطيب زكي الدين الثاني، مسؤولية تعليمه.

## العائلة
كان والد الملا خان السيد حبيب الله. أما ابنه عبد القادر حكيم الدين (1665-1730 م) فقد تميّز بمسيرة مهنية متميزة في خدمة الداعي المطلق على مر السنين. ودُفن في برهانبور، بالهند.

## الأنساب
الملا خان هو جد تسعة من دعاة البهرة الداودية: سيدنا محمد عز الدين، وسيدنا طيب زين الدين، وسيدنا عبد القادر نجم الدين، وسيدنا عبد الحسين حسام الدين، وسيدنا محمد برهان الدين الأول، وسيدنا عبد الله بدر الدين، وسيدنا طاهر سيف الدين، وسيدنا محمد برهان الدين، وسيدنا مفضل سيف الدين.